# بخش بولارد، وادنا، مینه سوتا
بخش بولارد (به انگلیسی: Bullard Township) یک منطقهٔ مسکونی در ایالات متحده آمریکا است که در شهرستان وادنا، مینه‌سوتا واقع شده‌است.
 بخش بولارد ۸۰٫۳ کیلومتر مربع مساحت و ۲۰۷ نفر جمعیت دارد و ۳۸۷ متر بالاتر از سطح دریا واقع شده‌است.